# JNode
JNode (Java New Operating System Design Effort) ist ein Open-Source-Projekt, dessen Ziel es ist, ein Java-Betriebssystem zu erstellen, wobei möglichst alles in Java geschrieben werden soll. Da auch der JIT-Compiler und die Java Virtual Machine selbst in Java geschrieben sind, kann der zum Starten benötigte Teil des Systems durch den JIT-Compiler in Maschinencode übersetzt und so gestartet werden. Auf diese Weise kann bis auf einen minimalen Anteil an Assembler-Code fast alles in Java geschrieben werden.
Der erste Versuch startete dabei 1995 mit dem Java Bootable System (JBS), jedoch waren die Autoren über den großen Anteil von benötigtem C- und Assembler-Code unzufrieden, worauf ein zweiter Versuch gestartet wurde, namens JBS2. JNode ist der dritte Ansatz, der erstmals 2003 vom Projektleiter Ewout Prangsma öffentlich gemacht wurde. Seitdem benutzt JNode genau zwei Programmiersprachen – Java und Assembler. Unterstützt werden im Moment neben den Dateisystemen ext2, FAT, FAT32 (mittels JFat), NTFS und ISO 9660 auch das Netzwerkprotokoll TCP/IP. Außerdem ist USB-Unterstützung vorhanden sowie eine weit fortgeschrittene graphische Benutzeroberfläche. Die JVM ist im Moment auf dem Stand von Java 6.0 und als Klassenbibliothek kommt GNU Classpath zum Einsatz, womit prinzipiell jedes Java-Programm auf JNode lauffähig sein sollte.
Das Projekt steht unter der GNU Lesser General Public License (LGPL).